# Joseph-Adolphe Chapleau

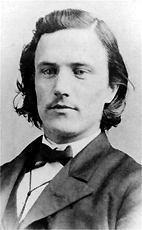
Joseph-Adolphe Chapleau

Joseph-Adolphe Chapleau, PC (* 9. November 1840 in Sainte-Thérèse, Québec; † 13. Juni 1898 in Montreal) war der fünfte Premierminister der kanadischen Provinz Québec. Seine Regierungszeit dauerte vom 31. Oktober 1879 bis zum 29. Juli 1882, während dieser Zeit war er Vorsitzender der Parti conservateur du Québec. Anschließend war er bis 1892 Abgeordneter im kanadischen Unterhaus und hatte mehrere Ministerposten in der konservativen Bundesregierung inne. Schließlich amtierte er von 1892 bis 1898 als Vizegouverneur von Québec.
Für sein Wirken ehrte die kanadische Regierung, vertreten durch den für das Historic Sites and Monuments Board of Canada zuständigen Minister, am 19. Mai 1938 Joseph-Adolphe Chapleau und erklärte ihn zu einer „Person von nationaler historischer Bedeutung“.

## Biografie

### Politischer Hintergrund und Aufstieg
Aus einfachen Verhältnissen kommend, besuchte Chapleau nach dem Collège Masson das Séminaire de Saint-Hyacinthe, ein Bollwerk des frankokanadischen Patriotismus. Er studierte anschließend Jura und erhielt einen Teil seiner praktischen Ausbildung (u. a. vom späteren zweiten Premier Québecs Gédéon Ouimet) in einer Kanzlei. Er wurde anschließend dort Ouimets neuer Partner, spezialisierte sich aufs Strafrecht und bearbeitete innerhalb von 15 Jahren 22 Mordfälle, von denen er bis auf einen alle gewann. Mit Freunden gründete er einen intellektuellen Zirkel, der allerdings nur kurz Bestand hatte.
In den letzten Jahren der alten Provinz Kanada schloss sich Chapleau dem Gedanken an, dass es besser sei, eine Konföderation zu unterstützen, die zwar alles andere als perfekt sein möge, aber zumindest eine Repräsentierung nach Bevölkerungsanteil ausschlösse, welche die Frankokanadier stärker an den Rand drängen würde. Bei der ersten Provinzwahl nach der Formierung des kanadischen Bundesstaates zog er 1867 für den Wahlkreis Terrebonne in die Nationalversammlung von Québec ein. Chapleau lag mit 26 Jahren deutlich unter dem Altersdurchschnitt von 42 und hatte im Gegensatz zu den meisten Parlamentariern keinerlei Erfahrung. Er wandte sich zunächst dem brennenden Thema der Schulfrage zu, der durch den Kampf der protestantischen Minderheit um eigene Schulen bestimmt war. Diese konnten sich auch angesichts ihrer ökonomischen Vorherrschaft in Québec mit ihren Forderungen durchsetzen, was Chapleau verärgerte und auch deutlich zur Sprache brachte. Er erwies sich auch später als unbequem, als er beispielsweise 1870 für die Abschaffung des Doppelmandats für das Provinz- und Bundesparlament stimmte, weil dieses seiner Meinung nach das Provinzparlament dazu bringen könnte, dem Bundesparlament zu folgen und damit die Autonomie Québec gefährden würde.

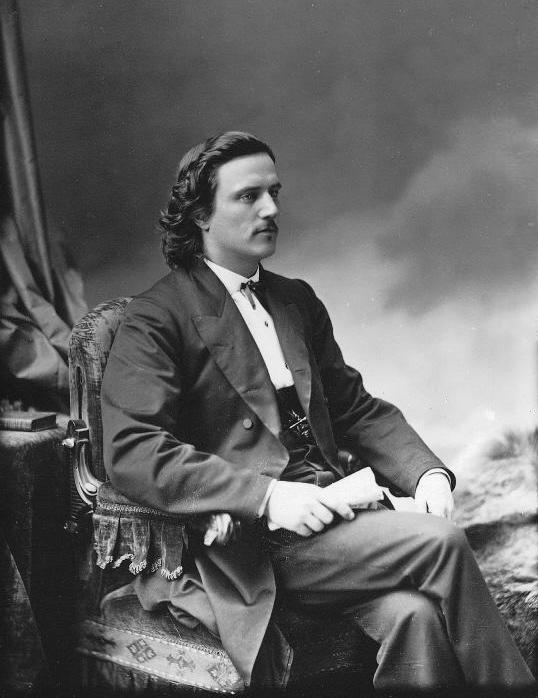
Chapleau im Jahr 1869

1871 wurde Capleau wiedergewählt und war infolge des weiter bestehenden Drucks seitens des stark katholisch geprägten Flügels der Parti conservateur du Québec dazu gezwungen seine liberal-konservative Einstellung stärker zu betonen, die ihm zu einem Fürsprecher der Trennung zwischen Kirche und Staat machte. Ebenso sah er sich mit der zunehmenden Spaltung innerhalb der Partei in die Interessen der Städte Montreal und Québec konfrontiert, wobei er vehement die Positionen der ersteren vertrat, was ihm allmählich eine Art Führungsposition verschaffte. Unter dem neuen Premier Gédéon Ouimet wurde er schließlich solliciteur général (engl. solicitor general, assistierte dem Justizminister, 2005 abgeschafft). In dieser Funktion war er an dem Tanneries-Skandal beteiligt, der Ouimet das Amt kosten sollte und Charles-Eugène Boucher de Boucherville zum neuen Premier machte.
In der daraufhin folgenden Untersuchung des Skandals kam heraus, dass Chapleaus Freund Dansereau, der in den Skandal verwickelt war, Informationen von ihm erhalten hatte. Dies hätte seiner politischen Karriere Schaden zufügen können, doch er überstand diese politische Krise, da er sich durch andere Ereignisse profilieren konnte. Im Oktober 1874 übernahm er die Verteidigung des in die Red-River-Rebellion verwickelten Ambroise-Dydime Lépine und seiner Métis-Mitstreiter. Die frankokanadische Öffentlichkeit war im Gegensatz zu der angelsächsischen Pro-Métis, und Chapleau übernahm auch aus patriotischem Gefühl heraus die Verteidigung ohne finanzielle Gegenleistung. Er war allerdings nicht vollkommen uneigennützig, ermöglichte ihm dieser Prozess doch eine Reise in den Westen und mediale Aufmerksamkeit. Nach seiner Rückkehr heiratete er im November 1874 die Musikerin Marie-Louise King. Die Ehe blieb kinderlos.
Obwohl mit Boucherville nicht gerade freundschaftlich verbunden, betraute dieser Chapleau aufgrund politischer Zwänge mit der Funktion eines provincial secretary. Er äugte bereits mit einer Karriere im Bundesparlament. Da die Zeiten für Konservative dort zu jener Zeit nicht gerade günstig waren, blieb er vorerst in Québec. Boucherville wurde schließlich durch den Streit um die finanzielle Beteiligung anliegender Gemeinden beim Schienennetzausbau von Vizegouverneur Luc Letellier de Saint-Just abgesetzt und mit dem Liberalen Henri-Gustave Joly de Lotbinière ersetzt, der auch der erste protestantische Premier war und nach der Neuwahl einer Minderheitsregierung vorstand. Nach der erneuten Machterlangung der Konservativen auf Bundesebene im September 1878 drängte Chapleau auf die Absetzung Saint-Justs. Der Druck der Québecer Konservativen führte im Juli 1879 schließlich zum Erfolg, Saint-Just wurde von seinem Posten entbunden.

### Premierminister von Québec
Nach dem Übertritt von fünf liberalen Abgeordneten zu den Konservativen war auch Lotbinière Regierung am Ende. Chapleau wurde im Alter von 38 Jahren am 31. Oktober 1879 der bislang jüngste Premier Québecs. Da es noch immer keine verlässliche Mehrheit gab, entschied er sich dazu, mit dem Wortführer des rechten Flügels der Liberalen, Honoré Mercier, über die Möglichkeit einer Koalition zu sprechen. In den zunächst geheimen Gesprächen verlangten die Liberalen u. a. die Abschaffung des Legislativrates und des Senats. Als die Gespräche öffentlich wurden, protestierte der katholische rechte Flügel der Konservativen gegen eine Abschaffung beider Oberhäuser der Provinz und des Bundes, die für sie als Bollwerke gegen den Liberalismus galten. Ein späterer Versuch im Jahr 1881 scheiterte ebenso. Erst im Jahr 1886 kam es, diesmal auf Initiative von Mercier, der nun selbst Premier war, zu einer Koalition.
Kritisch beäugt vom rechten Flügel, verhalf dieser ihm jedoch zu eindeutigen Mehrheiten wie in der Abstimmung über die Abschaffung des Kronrates. Hatte er in den Gesprächen mit den Liberalen diese in Aussicht gestellt, zeigte die deutliche Ablehnung (35 zu 27 Stimmen) zumindest eine stabile konservative Mehrheit. Anschließend konnte er ein Darlehen vom Kapitalmarkt des einstigen französischen Mutterlandes zu günstigen Konditionen erreichen, was Hoffnungen Auftrieb gab, zur führenden wirtschaftlichen Provinz Kanadas, Ontario, aufschließen zu können. Eine weitere Maßnahme zielte auf die Verbesserung der Konditionen bereits bestehender Kredite der Gemeinden. Als sehr zäh erwies sich der Streit um das Recht der Université Laval in der Stadt Québec, ihre medizinische Fakultät nach Montreal (wo man sich dem widersetzte) ausdehnen zu dürfen.
Nach der am Ende der Legislaturperiode erfolgten Zulassung reiste der hiervon ausgelaugte Chapleau nach Paris. Die Rückreise bestritt er zusammen mit dem kanadischen Premier John Macdonald, der ihm dazu riet, baldmöglichst Wahlen abzuhalten und sich anschließend Ottawa zuzuwenden. Die Wahl gingen mit einer deutlichen Mehrheit für die Konservativen aus. Wie alle seine Vorgänger hatte Chapleau in besonderem Maße mit dem Schienennetzausbau zu tun. Der Konflikt um den Verkauf von Streckenabschnitten spaltete erneut die Partei. In dieser Situation vollzog er nun den Schritt, nach Ottawa zu wechseln. Im Juli 1882 ernannte ihn Macdonald zum Staatssekretär. Sein Nachfolger als Premier wurde Joseph-Alfred Mousseau.

### Minister in Ottawa und Vizegouverneur von Québec
Chapleau hatte in seiner Behörde wenig Einfluss. Als es sich jedoch erwies, dass Mousseaus Rückhalt zu gering war, kam man auf ihn zurück, einen Nachfolger für Mousseau zu empfehlen. Er entschied sich schließlich für John Jones Ross, einem glühenden Katholiken, da sein ursprünglicher Favorit Louis-François Rodrigue Masson ablehnte. Da die Provinzpolitik nicht ins Bundesparlament durchdrang, verlegte sich Chapleau auf das Verhältnis zu Frankreich. Die Nordwest-Rebellion des Jahres 1885, die in der Hängung des Anführers Louis Riel endete, spaltete erneut den franko- und anglophonen Teil Kanadas. Der Protest seitens der Frankokanadier führte zu einer Wiederbelebung der Parti National unter Honoré Mercier, der forderte, dass die drei frankokanadischen Minister in Ottawa, was Chapleau einschloss, aus Protest zurücktreten sollten. Er bot Chapleau die Führung der Partei an, sofern dieser sich gegen die kanadische Regierung wenden würde. Macdonald erwiderte hierauf, dass er in diesem Fall die ausscheidenden Mitglieder nicht mehr mit Frankokanadiern ersetzen werde. Nach einer langen Beratung im Kreis seiner Freunde entschied er sich dazu, darauf nicht einzugehen, da er die bestehende Konföderation nicht aufs Spiel setzen wollte. Chapleau sah diese als die einzige Möglichkeit, Québec angemessen zu repräsentieren und verteidigte seine Entscheidung in einem Brief an die Frankokanadier.
In seiner Forderung nach mehr Autonomie innerhalb der Konservativen Partei, in seinem Fall auf Montreal bezogen, konnte er sich gegen seine Québecer Kollegen durchsetzen. Macdonalds zentralistische Tendenzen stärkten Merciers Position, der 1886 die Provinzwahl gewann und zum neuen Premier wurde. Macdonald konnte indes weiterregieren und blieb Premier Kanadas bis zu seinem Tod 1891. Chapleau war während der zweiten Hälfte in Rivalitäten im Québecer Zeitungsmarkt verstrickt, dessen große frankokanadische Publikationen entweder unter seinem Einfluss oder unter dem seines langjährigen Rivalen in Québec und Ottawa, Hector-Louis Langevin, standen.
Obwohl 1890 die Manitoba-Schulfrage (Französisch hatte in Manitoba den Status als Schulsprache verloren) die Konservative Partei weiter belastete, blieb Chapleau auch unter Macdonalds Nachfolger John Abbott im Bundeskabinett und wechselte im Januar 1892 ins Zollministerium. Am 12. Dezember 1892 ließ er sich vom kanadischen Premier John Thompson, unter dem er nicht im Kabinett dienen wollte, zum Vizegouverneur von Québec ernennen. Dies führte zum Rücktritt Bouchervilles, der gerade seine zweite Amtszeit als Premierminister Québecs innehatte. In seiner Zeit als Vizegouverneur schrieb Chapleau unter Pseudonym weiter Artikel für die Zeitung La Presse. Nach dem Wahlsieg Wilfrid Lauriers bei der Unterhauswahl 1896 wollte dieser ihm keine weitere Amtszeit mehr zugestehen, zumal mit Félix-Gabriel Marchand nun wieder ein Liberaler Québec regierte. Chapleau gab sein Amt am 20. Januar 1898 auf, zog sich ins Privatleben zurück und starb knapp fünf Monate später. Er wurde auf dem Friedhof Notre-Dame-des-Neiges beigesetzt.